# La Toba
La Toba é um município da Espanha na província de Guadalajara, comunidade autónoma de Castilla-La Mancha, de área 36,69 km² com população de 118 habitantes (2008) e densidade populacional de 3,11 hab/km².

## Demografia
| Variação demográfica do município entre 1991 e 2004 | Variação demográfica do município entre 1991 e 2004 | Variação demográfica do município entre 1991 e 2004 | Variação demográfica do município entre 1991 e 2004 |
| --------------------------------------------------- | --------------------------------------------------- | --------------------------------------------------- | --------------------------------------------------- |
| 1991                                                | 1996                                                | 2001                                                | 2004                                                |
| 113                                                 | 122                                                 | 109                                                 | 114                                                 |